# Francisco de Borja y Aragón
Francisco de Borja y Aragón (mar Tirreno, 1581-Madrid, 1658) era un noble, militar, escritor y poeta español, II conde de Mayalde y conocido, por su matrimonio que lo convirtió en consorte y luego en titular, como el Príncipe de Esquilache. También fue un importante poeta del barroco y Virrey del Perú entre 1615 y 1621.

## Biografía hasta el título de príncipe de Esquilache

### Origen familiar y primeros años
Francisco de Borja y Aragón había nacido viajando por el mar Tirreno en el año 1583, siendo hijo de Juan de Borja y Castro, I conde de Mayalde —tercer hijo de san Francisco de Borja— y de Francisca de Aragón y Barreto, I condesa de Ficalho, y descendiente del rey Fernando II de Aragón.
Aprovechado en los estudios desde su infancia, se inclinó tempranamente por las artes y las letras convirtiéndose en un renombrado escritor y poeta.

### Cargos ostentados y honores

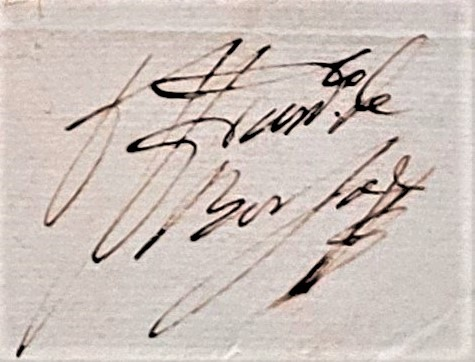
Firma de Francisco de Borja y Aragón

Por méritos familiares, fue nombrado caballero de la Orden de Montesa en 1588, así como de la Orden de Santiago con dos encomiendas. También fue gentilhombre de cámara del rey Felipe III. Al contraer matrimonio en 1602 con la princesa de Esquilache, se convertiría en el consorte (y cuando enviudara en 1644, en el titular).

## Virrey del Perú y presidente de la real audiencia
Nombrado como virrey del Perú el 19 de julio de 1614, obtuvo licencia para llevar consigo un séquito de sesenta validos y servidores, además de las veinticuartro criadas que acompañaron a su esposa. Hizo su solemne entrada en Lima el 18 de diciembre de 1615, reemplazando al marqués de Montesclaros. Para atender las funciones de gobierno solicitó la asesoría de Leandro de Larrinaga Salazar.
Amenazado el litoral peruano por incursiones piráticas, proveyó de inmediato la defensa de la costa merodeada por marinos holandeses, como Jacob Le Maire y Willem Schouten. Favoreció la reglamentación de los repartimientos para evitar los abusos cometidos en perjuicio de los indios, no obstante durante esos años el procurador Juan Ortiz de Cervantes presentó sucesivos memoriales en la Corte a favor de la perpetuidad de las encomiendas.
Creó en Lima el Colegio del Príncipe, para la educación de los hijos de indios nobles (1620), y en Cuzco los colegios de San Francisco de Borja y San Bernardo (1619) para los hijos de caciques y de conquistadores, respectivamente. Dio cumplimiento a las bulas de erección de las diócesis de Trujillo, Concepción y Buenos Aires (1616).
Favoreció la entrada de Diego Vaca de Vega a las tierras habitadas por los nativos de Maynas y la fundación del pueblo que, en su homenaje, lleva el nombre de Borja (8 de diciembre de 1619). Procedió a reglamentar e instalar el Tribunal del Consulado (20 de diciembre de 1619).
A su solicitud, se le nombró sucesor de su esposa y sin esperarlo se convirtió en VI príncipe de Esquilache, y emprendió viaje de regreso a España el 31 de diciembre de 1621 y fallecería en 1658.

## Matrimonio y descendencia
El noble Francisco de Borja y Aragón, II conde de Mayalde, se unió en matrimonio en 1602 con su prima Ana de Borja y Aragón Pignatelli (f. 1644), V princesa de Esquilache y condesa de Simari, era una hija de Pedro de Borja y Aragón Marulli, IV príncipe, y de su esposa Isabel Pignatelli, además de nieta de Juan de Borja, III príncipe, y de su cónyuge Leonor Marulli, bisnieta de Francisco de Borja y Aragón, II príncipe, y de su mujer Isabel Piccolomini, y tataranieta de Jofré Borgia, I príncipe de Esquilache y conde de Alvito —hijo de Rodrigo Borja quien fuera nombrado papa Alejandro VI y de su amante Vannozza Cattanei— que se había casado en 1507 con María Milán de Aragón.
Fruto de dicho enlace tuvieron tres hijos:
- María Francisca de Borja y Aragón (f. 1649), VI princesa, que se casó en 1623 con su tío paterno Fernando de Borja y Aragón (1583-1665), virrey de Aragón desde 1621 hasta 1632, virrey de Valencia desde 1635 hasta 1640, VII príncipe de Esquilache desde 1649 y III conde de Mayalde desde 1658.
- Juan de Borja y Aragón, conde de Simari, quien no tuvo sucesores.
- Francisca María de Borja y Aragón (n. 26 de marzo de 1611 – f. 1657) que se unió en matrimonio con Francisco de Castelvi, II marqués de Laconi, pero no tuvieron sucesores.

## Obra literaria
De regreso a la península, dedicó su tiempo libre a la producción poética, llegando a publicar:
- Obras en verso (1630, 1652 y 1663)
- La pasión de Nuestro Señor Jesucristo en tercetos (1638)
- Nápoles recuperada por el rey don Alonso (1651 y 1658), poema heroico
- Oraciones y meditaciones de la vida de Nuestro Señor Jesucristo, con otros dos tratados de los tres tabernáculos y soliloquios del alma (1661).

Miguel de Cervantes escribió un reconocimiento al trabajo de Borja y Aragón en el Viaje del Parnaso.

## Literatura
- Una aventura del virrey poeta y Los duendes del Cuzco de Ricardo Palma, dos de sus relatos cortos de ficción histórica que forman parte del conjunto de escritos que el autor publicó por varios años en periódicos y revistas, los mismos que se basan en hechos históricos de mayor o menor importancia, propios de la vida de las diferentes etapas que pasó la historia del Perú; y, que se conocen bajo el título de Tradiciones peruanas.

| Predecesor: Juan de Mendoza y Luna | Virrey del Perú 1615-1621 | Sucesor: Juan Jiménez de Montalvo Presidente de la Audiencia |